# Carly Schroeder
Carly Brook Schroeder (Valparaiso, Indiana, 18 oktober 1990) is een Amerikaanse actrice.

## Biografie
Toen Schroeder drie jaar oud was, begon ze al te verschijnen in advertenties en reclames. Ook deed ze hier en daar al wat acteerwerk. Haar doorbraak kwam al in 1997. Ze kreeg toen een vaste rol in de televisieserie Port Charles. Hier speelde ze zes jaar lang in.
Nadat ze hierdoor werd opgemerkt, kreeg ze al snel rollen in films. Ze leende haar stem uit voor de films Babe: Pig in the City (1998) en Toy Story 2 (1999). Begin jaren 00 deed ze vooral televisiewerk maar kreeg ze ook een bijrol in de populaire jeugdserie Lizzie McGuire.
Sinds 2004 verricht ze alleen nog maar werk in de filmindustrie en is nog steeds druk bezig hiermee.

## Filmografie
- 1998: Babe: Pig in the City (stem)
- 1999: Toy Story 2 (stem)
- 2000: Growing Up Brady (TV)
- 2003: The Lizzie McGuire Movie
- 1997-2003: Port Charles
- 2004: Mean Creek
- 2005: We All Fall Down
- 2006: Firewall
- 2006: Eye of the Dolphin
- 2007: Prey
- 2007: Walk Two Moons
- 2007: Gracie
- 2009: Forget Me Not